# Cristianesimo nelle Filippine
Le Filippine rappresentano il quinto più grande paese cristiano sul pianeta. È anche uno dei due stati in prevalenza cattolici tra le nazioni dell'Asia (l'altro è Timor Est), ed è il terzo più grande paese cattolico del mondo.
Sulla base del censimento svoltosi nell'anno 2000 si stima che 85,5% dei filippini siano cristiani, percentuale composta dall'80,1% di cittadini che seguono il cattolicesimo, l'1,8% la chiesa evangelica, lo 0,7% la chiesa di Cristo, l'1,1% la chiesa filippina indipendente, ed infine il 2,2% che raggruppa altre forme di cristianesimo, tra cui varie denominazioni protestanti (Battismo, pentecostalismo, chiesa anglicana, metodismo e avventisti del Settimo Giorno), ed una comunità della chiesa ortodossa. Tra il 5% e l'11% dei cittadini sono invece musulmani; circa tra l'1% e il 2% sono buddhisti; l'1,8% dell'intera popolazione aderisce infine ad altre religioni indipendenti, mentre tra l'1% e l'11% sono irreligiosi.

## Storia
I primi contatti con il cristianesimo nelle Filippine vengono attribuiti ai mercanti arabi cristiani che visitavano l'arcipelago prima del tempo di Maometto. La diffusione dell'Islam in Arabia cambiò la situazione e interruppe i limitati contatti che erano iniziati con il mondo cristiano.
I contatti ripresero in modo molto più significativo dopo che Magellano, navigatore portoghese al servizio della Spagna, toccò terra a Cebu nel 1521. Già nel 1579 fu creata una prima diocesi (con sede a Manila) e nel 1595 una seconda proprio a Cebu.
Tra le denominazioni cristiane, la Chiesa Cattolica è stata inizialmente l'unica e comunque sempre prevalente (ancor oggi vi appartiene la stragrande maggioranza dei cristiani), tuttavia con il tempo sono arrivate nelle Filippine anche varie denominazioni protestanti, a cui oggi aderisce in totale circa il 6% della popolazione.
Agli inizi del Novecento sono nate anche due chiese cristiane indipendenti, seguite attualmente dal 3-4% degli abitanti:
- la Chiesa aglipayana fondata nel 1902
- la Iglesia ni Cristo fondata nel 1913 (una chiesa non trinitaria, perché nega la divinità di Gesù, pur considerandolo un uomo speciale).

Dal 2019 esiste anche una eparchia della Chiesa ortodossa russa dipendente dall'Esarcato patriarcale del sud-est asiatico, con giurisdizione anche sul Vietnam.